# Sisyrinchium sarmentosum
Sisyrinchium sarmentosum là một loài thực vật có hoa trong họ Diên vĩ. Loài này được Suksd. ex Greene miêu tả khoa học đầu tiên năm 1895.